# Hermann Gielow
Hermann Gielow, född 8 oktober 1892 i Rycsdorf, Landkreis Teltow, död 16 mars 1951 i Poznań, var en tysk SS-Hauptscharführer. Under andra världskriget tjänstgjorde han bland annat i förintelselägret Chełmno, beläget i Reichsgau Wartheland.

## Biografi
Gielow kommenderades till Chełmno i mars 1944 och var gasvagnsoperatör under lägrets andra verksamhetsperiod 1944–1945. Han hade dessförinnan tillhört Sonderkommando Legath, vars uppgift var att gräva upp massgravar i närheten av Poznań och kremera de ruttnade kropparna. Sonderkommando Legath, som leddes av Hauptsturmführer Johann Legath, hade inom ramen för Aktion 1005 fått order om att helt utplåna spåren efter massmorden.

### Rättegång
Gielow deltog i slaget vid Poznań och tillfångatogs av Röda armén den 27 januari 1945. Han satt i sovjetisk krigsfångenskap i tre år, innan han i april 1948 utlämnades till Polen. Gielow ställdes inför rätta inför en domstol i Poznań mellan den 6 april och 16 maj 1950. Han dömdes till döden och avrättades genom hängning i mars året därpå. Gielow gav i förhör detaljerade redogörelser för förintelseapparaten i Chełmno.